# Ola Salo
Ola Salo, pseudonimo di Rolf Ola Anders Svensson (Avesta, 19 febbraio 1977), è un cantante e polistrumentista svedese, membro dei The Ark.

## Biografia

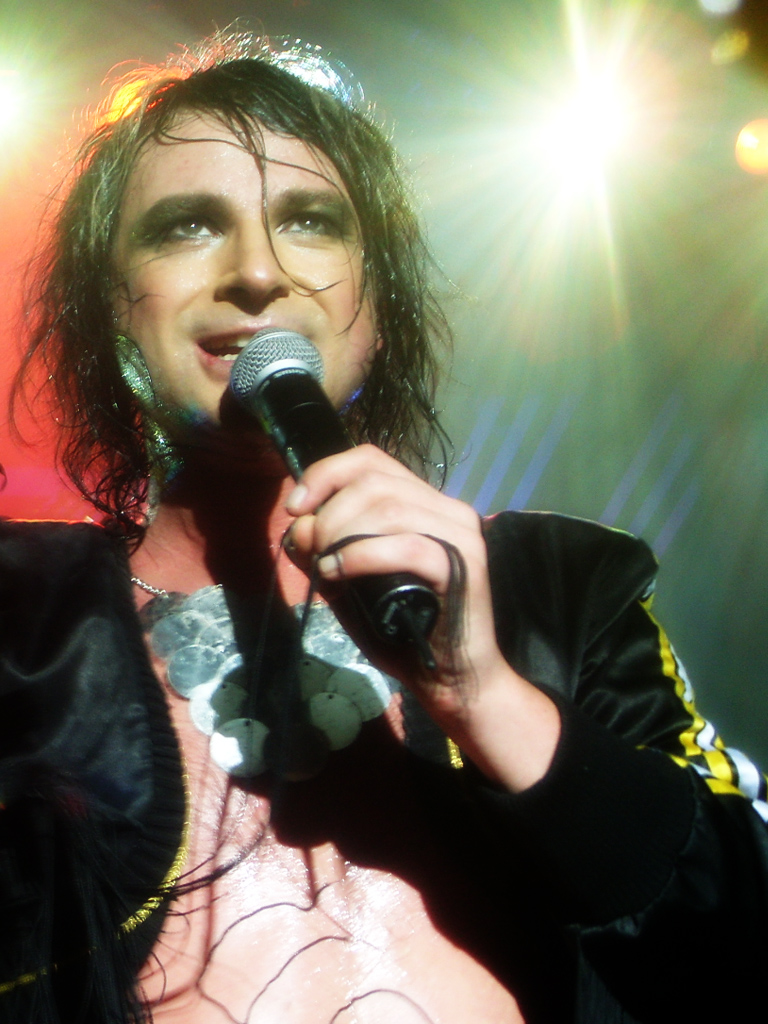
Salo in concerto con gli Ark nel 2007.

Ola Salo è nato ad Avesta nel 1977. Figlio di un prete, si trasferì con i suoi genitori e quattro fratelli a Rottne, nella regione svedese dello Småland dove ha trascorso gran parte della sua adolescenza. Si è avvicinato alla musica fin dall'infanzia, grazie ai genitori entrambi musicisti. Come scuola superiore Ola sceglie un orientamento umanistico indirizzato alla musica studiando alla Katedralskolan di Växjö.
Dopo questo periodo della sua vita sceglie di trasferirsi a Malmö. Nel 1996 cambia il suo cognome in Salo e il suo nome d'artista diventa il palindromo Ola Salo.
Apertamente bisessuale il 27 novembre 2009 si sposa con la fidanzata Anneli Pekula, da cui ha avuto due figlie nel 2010 e nel 2015.

## Carriera
A Malmö trovò lavoro come musicista. Nel 1991 fonda assieme agli amici Lars "Leari" Ljungberg, Mikael Jepson e Magnus Olsson il gruppo The Ark.

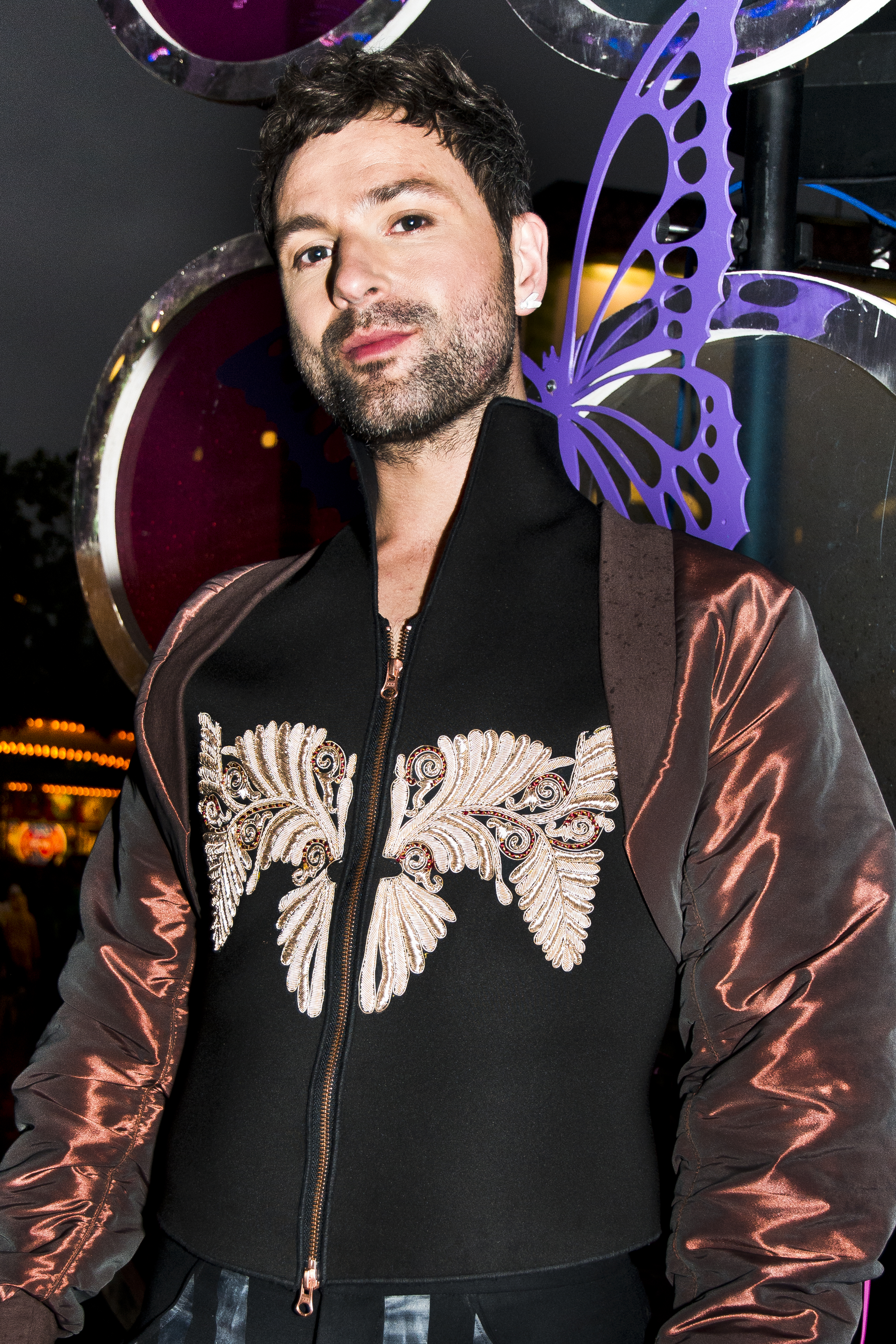
Ola Salo nel 2015.

Nel 2007 la canzone di Salo The Worrying Kind vince in Svezia il Melodifestivalen. Con questa vittoria i The Ark ebbero diritto a rappresentare la Svezia alla finale dell'Eurovision Song Contest il 12 maggio 2007 a Helsinki, dove la band giunse al 16º posto.
Dal 31 ottobre 2008 all'8 marzo 2009, per 50 date in totale, Ola Salo è stato il protagonista del musical Jesus Christ Superstar del quale ha anche scritto il testo in svedese.
L'8 aprile è uscito un cofanetto contenente due CD e un booklet di 80 pagine con i testi delle canzoni e immagini dello spettacolo.
Nel 2010 è stato pubblicato In Full Regalia, il quinto album in studio dei The Ark.
Terminata l'attività dei The Ark nel 2011, con la raccolta Arkeology - The Complete Singles Collection, Ola Salo ha iniziato a dedicarsi alla carriera solista, ospitato e cantando in vari programmi TV locali e facendo il giudice per The Voice Sverige.
Dall'8 aprile 2012 fino al 12 maggio e da settembre al 4 novembre, Ola Salo torna a vestire i panni di Gesù nel musical Jesus Christ Superstar, al teatro Göta Lejon di Stoccolma.